# WIKA
WIKA s.r.o. byla obchodní společnost se sídlem v Teplicích, kterou v únoru 1991 založili podnikatelé Petr Kellner a Milan Vinkler. Patřila mezi zakladatele investiční skupiny PPF, ve které měla až do roku 1994 majetkový podíl. V červnu 1995 byl na majetek společnosti prohlášen konkurs.
25. října 1993 zapsal rejstříkový soud zvýšení základního kapitálu společnosti ze 100 tisíc Kč na 21 milionů Kč. Milan Vinkler navýšil svůj podíl o 10,6 milionu Kč a stal se majoritním vlastníkem společnosti s podílem 50,7 %. Petr Kellner navýšil svůj podíl o 10 milionů korun a jeho podíl klesl na 48 %. Libor Wohlrab, Radovan Simandl a Zdenka Dobránská, tři noví společníci, vložili do společnosti každý 100 tisíc Kč (podíl necelých 0,5 %).
V roce 1994 se společnost WIKA účastnila zvyšování základního jmění společnosti SK Slavia Praha-fotbal, spol. s r.o. Její vklad činil 20 milionů Kč (podíl 25%). Vinkler se stal na několik měsíců jednatelem fotbalového klubu SK Slavia.
Kellner prodal svůj podíl ve společnosti WIKA Vinklerovi a odstoupil z pozice jednatele, tato skutečnost byla do rejstříku zapsána na konci dubna 1994.
V polovině června 1994 byl Vinkler zatčen v souvislost s falšováním směnky, kterou vystavil jeho obchodní partner Tarek Bechara. Podle obžaloby na směnce před částku 60 milionů korun připsal čtyřku a následně začal po Becharovi vymáhat 460 milionů korun. WIKA podíl ve Slavii prodala společnosti DR.AG., spol. s r.o., ve funkci jednatele SK Slavia Vinklera nahradil Vladimír Leška. Vinkler strávil dva a půl roku ve vazební věznici, poté byl propuštěn.
V roce 2002 začalo vyšetřování Milana Vinklera, Radovana Simandla a dalších osob spjatých se společností WIKA v souvislosti s falšováním dokumentů a podvodným získáváním bankovních úvěrů v letech 1991-1994. Obžaloba i obhajoba chtěly, aby svědčil i Petr Kellner, ten se však k soudu několikrát nedostavil. Soudkyně nakonec vynesla rozsudek i bez Kellnerova svědectví, 16. května 2008 poslala pět obžalovaných na tři až šest let do vězení.